# Condado de Lemos
El condado de Lemos es un título nobiliario español, vinculado a la ciudad gallega de Monforte de Lemos. En un principio, el condado de Lemos iba ligado al de Trastámara y al de Sarria, y tenía carácter no hereditario. El condado de Lemos como título autónomo, hereditario y perpetuo comenzó en 1456 con Pedro Álvarez Osorio. 
Tradicionalmente ha estado ligado a la familia Castro, según Manuel Murguía, una estirpe «casi real» y según Hermida Balado, el único linaje gallego que pudo haber dado lugar a una saga real. Una de las varias teorías que indagan en el origen de la saga de los Castro remite a los Castro  de Castrojeriz como descendientes del rey García de Galicia, muerto prisionero en el castillo de Luna en 1090. Sin embargo, varios genealogistas modernos, especialmente el medievalista Jaime de Salazar y Acha, consideran que los Castro vienen de Fernando García de Hita, hijo del conde García Ordóñez y la infanta Mencía Garcés, hija legítima del rey García Sánchez III de Pamplona.
Es uno de los títulos nobiliarios más importantes de España, y se le concedió la grandeza de primera clase en 1520, por el rey Carlos I de España.
El escudo de la rama gallega de los Castro eran seis roeles de azur en campo de plata, los cuales a lo largo de la evolución de la familia se fueron complementando con otros, como los lobos desollados de la familia Osorio.

«El título de Lemos tuvo un lustre y una consideración que ninguna otra Casa de la grandeza excedió y que sólo las mayores igualaron.»
 (F. Fernández de Bethencourt)

«Yo no soy de los que, el Rey, Señor, trata como Grandes, sino que soy Grande y tan antiguo como no hay en Castilla.»
(I Conde de Lemos)

«Vuestra Majestad es dueño de mandar cubrir en su real presencia a quien le pareciere, pero la grandeza de los Condes de Lemos la han hecho Dios y el tiempo.»
(XI Conde de Lemos a Felipe V)

## Relación de los condes de Lemos
Se pueden distinguir dos etapas claramente diferenciadas en el desarrollo de la historia del Condado de Lemos. La primera englobaba el título de «Condado de Lemos, Trastámara y Sarria,» y carecía de carácter hereditario, concediéndose sucesivamente por el monarca como reconocimiento a los servicios o lealtad demostrada por una persona determinada. A pesar de ello, el título aparece fuertemente ligado a la casa de Castro, siendo Pedro Fernández de Castro, sin ostentar todavía el título de conde, el primer señor jurisdiccional de Lemos; título que si ostentaría su hijo, Fernán Ruiz de Castro, «Toda la lealtad de España», figura histórica más sobresaliente de esta primera etapa, que finaliza al perder el favor real el V Conde de Lemos, siendo confiscados todos sus bienes y títulos. Pero el matrimonio de su hermana Beatriz Enríquez de Castro con Pedro Álvarez Osorio, conllevaría la recuperación del título en la persona de este último, esta vez con carácter hereditario y perdiendo el añadido «de Trastámara y Sarria», pero permaneciendo, sin embargo, ligado desde 1505 al nuevo título del marquesado de Sarria. De esta manera comienza la segunda etapa del condado de Lemos, a partir de la cual se vuelve a iniciar el orden numérico de los condes, lo cual provoca que, a modo de ejemplo, existan dos «I Conde de Lemos» en cada una de las etapas. Esta segunda etapa viene marcada de forma especial por la figura del VII conde de Lemos.
Podemos situar, para mejor comprensión, una tercera etapa al consumarse el agotamiento de la genealogía de los Castro como familia ligada al condado, lo cual tiene lugar después de que sucesivos ostentadores del título fallecieran sin descendencia, y el subsiguiente paso del título a la Casa de Berwick y Alba.

### Condados de Lemos, Trastámara y Sarria, de carácter no hereditario. Primera rama de los Castro
- Álvar Núñez Osorio, I conde de Lemos, Trastámara y Sarria, privado del rey Alfonso XI de Castilla. Alfonso XI le confiscó los condados a Álvar, ordenó su ejecución, y se los entregó a su hijo bastardo, Enrique.

- Enrique de Trastámara, II conde de Lemos, Trastámara y Sarria; más tarde rey de Castilla y León, como Enrique II de Castilla, dando lugar a la dinastía de Trastámara. En 1366, su medio-hermano, el rey Pedro I el Cruel, confisca sus estados gallegos, y se los concede a Fernán Ruiz de Castro.

- Fernán Ruiz de Castro, Toda la Lealtad de España, (?-1337), III conde de Lemos, Trastámara y Sarria; hijo del primer señor jurisdiccional de Monforte de Lemos, Pedro Fernández de Castro el de la Guerra, y hermano de la malograda Inés de Castro y de Juana de Castro la Desamada.

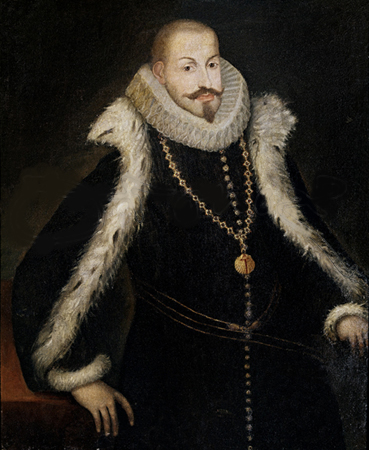
Retrato de Pedro Fernández de Castro, VII conde de Lemos, situado en el convento de las Clarisas de Monforte de Lemos.

- Pedro Enríquez de Castilla, (c. 1352-1400), IV conde de Lemos, Trastámara y Sarria y condestable de Castilla. Contrajo matrimonio con Isabel de Castro, y recibió las villas de Ponferrada y Villafranca del Bierzo en 1394.[4]

- Fadrique Enríquez de Castilla, también llamado Fadrique Enríquez de Castilla (1388-1430), V conde de Lemos, Trastámara y Sarria; en 1429 Juan II de Castilla le confisca todos sus bienes y títulos, falleciendo en 1430, prisionero en el castillo de Peñafiel. Su hermana Beatriz Enríquez de Castilla, luchó por recuperar sus bienes y títulos, y se casó con su sobrino, Pedro Álvarez Osorio, señor de Cabrera y Ribera.

### Condado de Lemos, con carácter hereditario. Segunda rama de los Castro y los Osorio
- Pedro Álvarez Osorio (1457-1483), I conde de Lemos.[5] Su matrimonio con Beatriz Enríquez de Castilla conllevó la concesión del condado de Lemos, anteriormente ligado al de Trastámara y Sarria, con carácter hereditario y perpetuo, por real carta de Enrique IV de Castilla, fechada en Sevilla, el 26 de junio de 1456 y dirigida a la Casa de Lemos, aunque para entonces ya había fallecido su esposa, Beatriz Enríquez de Castilla.

- Rodrigo Enríquez Osorio o Rodrigo Enríquez de Castro (1459-1522), II conde de Lemos,[5] grande de España.

- Beatriz de Castro Osorio A Fermosa (1480-1570), III condesa de Lemos,[5] grande de España y madre del célebre cardenal Rodrigo de Castro Osorio

Fernando Ruiz de Castro y Portugal (m. 1575), IV conde de Lemos. I marqués de Sarria y IV conde de Sarria.
Casó con Teresa de Andrade Zúñiga y Ulloa (m. 8 de mayo de 1528), hija de Fernando de Andrade das Mariñas, II conde de Villalba, I conde de Andrade, VIII señor de la casa de Andrade, señor de Puentedeume, de Ferrol, asistente y capitán general de Sevilla, y de su esposa, Francisca de Zúñiga y Ulloa, II condesa de Monterrey: Sucedió su hijo:
- Pedro Fernando Ruiz de Castro Andrade y Portugal (La Coruña, 29 de junio de 1524-Madrid, 21 de agosto de 1590), V conde de Lemos,[5][9]II marqués de Sarria,[6] III conde de Villalba,[6]  II conde de Andrade y XII señor de Puentedeume y Ferrol.[6]

Casó, en primeras nupcias, en 1542 con Leonor de la Cueva y Girón, hija de Beltrán de la Cueva, I duque de Alburquerque y conde de Ledesma, y de su tercera esposa, Leonor de Velasco (m. 22 de julio de 1552). Contrajo un segundo matrimonio con Teresa de la Cueva, hija de Pedro Fernández de Bobadilla y Cabrera, conde de Chinchón, y de Ana de la Cerda, con quien tuvo cinco hijos. Sucedió su hijo del primer matrimonio:
- Fernando Ruiz de Castro Andrade y Portugal (Cuéllar, 1548-Nápoles, 19 de octubre de 1601), VI conde de Lemos,[10] III marqués de Sarria',[11] IV conde de Villalba,[11] III conde de Andrade, embajador en Portugal, capitán general de Galicia y virrey de Nápoles.[5]

Casó el 28 de noviembre de 1574, con Catalina de Zúñiga y Sandoval (m. 1628). Sucedió su hijo:
- Pedro Fernández de Castro y Andrade (Madrid, 1576-Madrid, 19 de octubre de 1622), VII conde de Lemos,[5] IV marqués de Sarria,[12] V conde de Villalba,[13] IV conde de Andrade, virrey de Nápoles, embajador en Roma, presidente del Supremo Consejo de Indias y del de Italia[5] y caballero de la Orden de Alcántara.[13]

Casó, el 6 de noviembre de 1598, con Catalina de la Cerda y Sandoval, hija de los primeros duques de Lerma. Sin descendencia, sucedió su hermano:
- Francisco Ruiz de Castro  (Madrid, mayo de 1579-Sahagún, septiembre de 1637), VIII conde de Lemos,[5] V marqués de Sarria,[12] VII conde de Villalba,[12] VI conde de Andrade,[12] virrey de Sicilia, miembro de los Consejos de Estado y Guerra y embajador en Venecia y en Roma.[5]

Casó, en Nápoles, en 1610, con Lucrecia Legnano de Gattinara (m. 1623), VI condesa de Castro, I duquesa de Taurisano, baronesa de la Motta de Santa Agata en Sicilia, hija de Alessandro Gattinara di Lignana, conde de Castro, y de Vittoria Caracciolo. Sucedió su hijo en 1629 cuando el conde se recluyó en el monasterio de Sahagún donde tomó el nombre de fray Agustín de Castro:
- Francisco Fernández de Castro Andrade Lignano de Gattinara(Roma, 1613-Madrid, 6 de diciembre de 1662), IX conde de Lemos,[5] VII marqués de Sarria,[15] VIII conde de Villalba,[15] VII conde de Andrade, II duque de Taurisano, caballero de la Orden de Santiago, gentilhombre de cámara del rey Felipe IV y virrey de Aragón.[12]

Casó con Antonia Girón Enríquez de Rivera, hija de Pedro Téllez-Girón, y Velasco, III duque de Osuna, y de Catalina Enríquez de Rivera. Sucedió su hijo:
- Pedro Antonio Fernández de Castro y Girón (baut. Monasterio de San Vicente del Pino, Monforte de Lemos, 20 de octubre de 1632-Lima, 6 de diciembre de 1672),[16] X conde de Lemos,[5] VIII marqués de Sarria,[12] IX conde de Villalba, VIII conde de Andrade y virrey del Perú.[12]

Casó, el 20 de julio de 1664, con Ana de Borja Centellas Doria y Colonna (m. 23 de septiembre de 1706), hija de Francisco Pascual de Borja y Aragón y Centelles, VIII duque de Gandía y viuda de Enrique Enríquez Pimentel, V marqués de Távara. Le sucedió su hijo:
- Ginés Fernández Ruiz de Castro,[a] también llamado Francisco Ginés Fernando Ruiz de Castro Portugal y Borja (Madrid,16 de octubre de 1666-30 de septiembre de 1741) XI conde de Lemos,[5] IX marqués de Sarria,[15] X conde de Villalba,[18] IX conde de Andrade,[15] VIII conde de Castro en Nápoles, barón de la Mota de Santa Ágata en Sicilia, alguacil mayor de la Audiencia de Galicia, virrey de Cerdeña, capitán general de las galeras de Nápoles y caballero de la Orden del Toisón de Oro.[5][18]

Casó en primeras nupcias, el 8 de septiembre de 1687, con Catalina María de Silva Haro y Mendoza (m. 18 de enero de 1727). Contrajo un segundo matrimonio, el 3 de septiembre de 1727, con Mariana de la Piedad Osorio y Guzmán (m. 9 de diciembre de 1732). Casó en terceras nupcias, el 7 de agosto de 1735, con María Josefa de Zúñiga y Sotomayor. Sin descendencia, le sucedió su sobrina, hija de su hermano Salvador Francisco Fernández de Castro y Borja y de su esposa Francisca de Paula Centurión de Córdoba Mendoza Carrillo y Albornoz, V marquesa de Armunia, III condesa de Santa Eufemia, VIII marquesa de La Guardia y señora de Carrillo, Albornoz y Torralba.
- Rosa María de Castro y Centurión (Madrid, 29 de agosto de 1691-Madrid, 14 de marzo de 1772), XII condesa de Lemos,[5] X marquesa de Sarria,[15] XI condesa de Villalba, X condesa de Andrade, VI duquesa de Taurisano, etc. grande de España.[15]

Casó en primeras nupcias, el 10 de marzo de 1714, con Pedro de Moncada y de la Cerda, y en segundas nupcias, en 1724, siendo la segunda esposa, con Guillén Ramón de Moncada, VI duque de Camiña, VI marqués de Aytona. Sin descendencia, tras disputas hereditarias entre ramas de la familia, el título paso a su sobrino, el duque de Béjar.

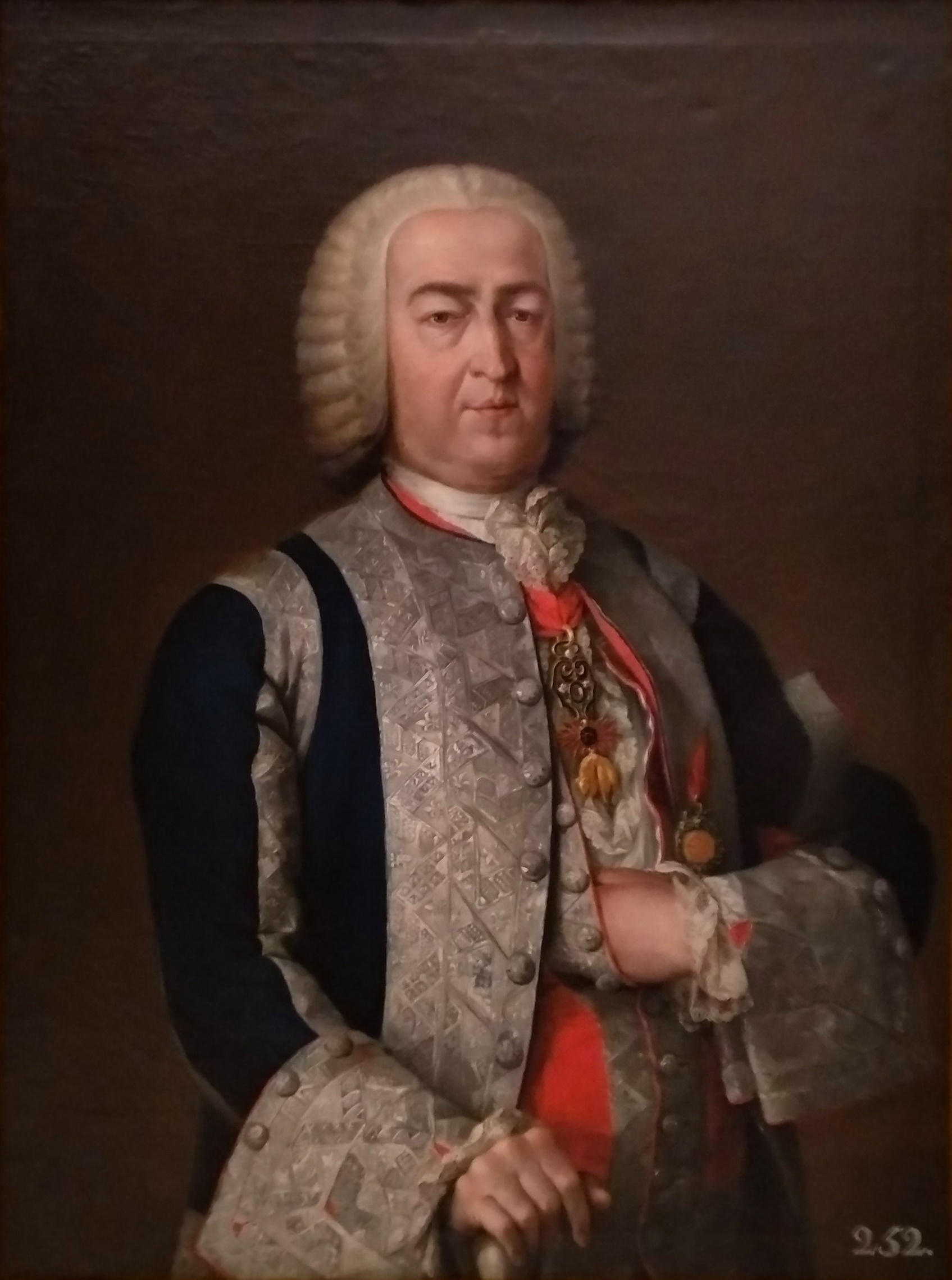
Retrato de Joaquín López de Zúñiga y Castro (1715-1777), XIII conde de Lemos, c. 1752, situado en la Real Academia de Bellas Artes de San Fernando

- Joaquín Diego López de Zúñiga Sotomayor Castro y Portugal (1715-Madrid, 10 de octubre de 1777), XIII conde de Lemos,[5] XI marqués de Sarria,[15] XII conde de Villalba, XI conde de Andrade, XII duque de Béjar,[15] XIV conde de Belalcázar, VIII duque de Mandas y Villanueva, XIII marqués de Gibraleón, XIII conde de Bañares, XIV vizconde de la Puebla de Alcocer, VIII marqués de Terranova, justicia mayor y alguacil hereditario de Castilla, gran cruz de la Orden de Carlos III, caballero del Toisón de Oro, etc.[21]

Casó en primeras nupcias, en París, el 1 de marzo de 1733, con Leopoldina Isabel Carlota de Lorena-Marsan, matrimonio anulado en 1757, y en segundas nupcias el 7 de enero de 1761 con Escolástica Gutiérrez de los Ríos y Rohan-Chabot, hija de José Diego Gutiérrez de los Ríos y Zapata, V conde de Fernán-Núñez. Falleció sin descendencia y con él se extinguió la casa de Castro como hereditaria del condado de Lemos, que pasa junto al marquesado de Sarria a la rama parental más cercana, la casa de Berwick. Le sucedió su primo:

### Paso del título a la casa de Berwick y Alba
- Jacobo Fitz-James Stuart Colón de Portugal (Madrid, 17 de septiembre de 1717-Valencia, 30 de septiembre de 1785), XIV conde de Lemos,[5]XII marqués de Sarria,[15] XIII conde de Villalba,[15]  XII conde de Andrade, III duque de Berwick,[23] VIII marqués de San Leonardo, III duque de Liria y Jérica, X conde de Gelves, XII marqués de la Mota, VII conde de Ayala, IX duque de Veragua, IX duque de la Vega, XI marqués de La Jamaica, etc.  grande de España, almirante de la mar océano, XI adelantado mayor de las Indias.[15] Heredó el título al ser el cuarto nieto de Fernando Ruiz de Castro y Portugal, hermano de los VII y VIII condes de Lemos.

Casó, el 26 de julio de 1738, con María Teresa da Silva y Álvarez de Toledo, X marquesa del Carpio y dama de la princesa de Asturias. hija de los duques de Alba. Le sucedió su hijo:
- Carlos Fitz-James Stuart y Silva (Madrid, 1752-8 de septiembre de 1787), XV conde de Lemos,[24] XIII marqués de Sarria,[25]  XIV conde de Villalba, XIII conde de Andrade,[25] IV duque de Berwick,[23] IX marqués de San Leonardo, XI marqués del Carpio, X duque de Veragua, X duque de la Vega, XII marqués de La Jamaica, grande de España.[25]

Casó  el 15 de diciembre de 1771, con Carolina Augusta Stolberg, princesa de Hormes. Le sucedió su hijo:
- Jacobo Fitz-James Stuart y Stolberg (París, 23 de febrero de 1773-3 de abril de 1794), XVI conde de Lemos,[24] XIV marqués de Sarria,[25] XV conde de Villalba,[25] XIV conde de Andrade,[25] V duque de Berwick[23], V duque de Liria y Jérica, XII conde de Gelves, XIV marqués de la Mota, IX conde de Ayala, X marqués de San Leonardo, XII marqués del Carpio, VI duque de Veragua, XI duque de la Vega, XIII marqués de la Jamaica, almirante de la mar océana XIII adelantado mayor de las Indias, grande de España.

Casó, siendo su primer marido, el 24 de enero de 1790, con María Teresa de Silva y Fernández de Híjar. Le sucedió su hijo:
- Jacobo Fitz-James Stuart y Silva (3 de enero de 1792-6 de enero de 1795), XVII conde de Lemos,[24] XV marqués de Sarria,[25] XVI conde de Villalba, XV conde de Andrade, VI duque de Berwick[27] VI duque de Liria y Jérica, XIII conde de Gelves XV marqués de la Mota, XI marqués de San Leonardo, grande de España.[25] Le sucedió su hermano:

- Carlos Miguel Fitz-James Stuart y Silva (1794-7 de octubre de 1835), XVIII conde de Lemos,[24] XVI marqués de Sarria,[25] XVII conde de Villalba,[25] XVI conde de Andrade,[25] VII duque de Berwick,[27] XIV duque de Alba,[28] VII duque de Liria y Jérica, XIV conde de Gelves,, XVI marqués de la Mota, XI marqués de San Leonardo, XIII marqués del Carpio, X conde de Ayala, XVI conde de Lerín, condestable de Navarra, XX conde de Miranda del Castañar[25], grande de España.

Casó, el 15 de febrero de 1817, con Rosalía de Ventimiglia. Le sucedió su hijo:
- Jacobo Fitz-James Stuart y Ventimiglia (Palermo, 3 de junio de 1821-Madrid, 10 de julio de 1881), XVII marqués de Sarria,[25] XIX conde de Lemos,[24] XVIII conde de Villalba,[29] XVII conde de Andrade,[29] VIII duque de Berwick,[27] XV duque de Alba[28], XVII conde de Lerín y condestable de Navarra, XVIII conde de Miranda del Castañar, grande de España.[25]

Casó, el 14 de febrero de 1844, con María Francisca de Sales Palafox y Kirkpatrick, IX condesa de Montijo, hermana de la emperatriz Eugenia. Le sucedió su hijo:
- Carlos María Fitz-James Stuart y Portocarrero (1849-15 de octubre de 1901), XX conde de Lemos,[24] XVIII marqués de Sarria,[30] XIX conde de Villalba,[30] XVIII conde de Andrade,[30] IX duque de Berwick,[27] XVI duque de Alba[28], etc. y grande de España.

Casó, el 10 de diciembre de 1877, con María Rosario Falcó y Osorio, XI condesa de Siruela. Le sucedió su hijo:
- Jacobo Fitz-James Stuart y Falcó (1878-24 de septiembre de 1953), XXI conde de Lemos,[24] XIX marqués de Sarria,[31] XX conde de Villalba,[31] XIX conde de Andrade,[31] XVII duque de Alba,[28] X duque de Berwick,[27] etc. y grande de España.

Casó, el 7 de octubre de 1920, con María Rosario de Silva y Gurtubay, XI marquesa de San Vicente del Barco.  Le sucedió su única hija:
- María del Rosario Cayetana Fitz-James Stuart y de Silva (1926-2014), XXII condesa de Lemos,[24] XX marquesa de Sarria,[31] XXI condesa de Villalba,[31] XX condesa de Andrade,[31] XI duquesa de Berwick,[27] XVIII duquesa de Alba, X marquesa de Castañeda, y otros títulos, diecisiete veces grande de España.

Casó en primeras nupcias, el 12 de diciembre de 1947, con Luis Martínez de Irujo y Artazcoz. Contrajo un segundo matrimonio, el 11 de marzo de 1978, con Jesús Aguirre Ortiz de Zárate. Casó en terceras nupcias el 5 de octubre de 2011, con Alfonso Díez Caravantes. Le sucedió su hijo del primer matrimonio:
- Carlos Fitz-James Stuart y Martínez de Irujo, XXIII conde de Lemos,[32][33] XXI marqués de Sarria,[32] XXII conde de Villalba,[32] XXI conde de Andrade,[32] duque de Alba, conde de Fuentes de Valdepero, conde de Galve, conde de Gelves, conde de San Esteban de Gormaz, conde de Santa Cruz de la Sierra, marqués de la Mota, marqués de Moya, marqués de Osera, marqués de San Leonardo, XI marqués de Castañeda, marqués de Villanueva del Río, vizconde de la Calzada,[34] etc.

Casó, el 18 de junio de 1988 en Sevilla, con Matilde de Solís y Martínez de Campos, padres de Fernando Fitz-James Stuart y de Solís, IV duque de Huéscar,  y de Carlos Fitz-James Stuart y de Solís, XXII conde de Osorno.

## Apuntes finales
Los condes de Lemos fueron, en su rama principal y más relevante, de la casa de Castro, una estirpe recordada como amigos de las artes y las letras y grandes protectores y mecenas de escritores y artistas. Respetados como estadistas, hombres de letras, diplomáticos, y destacando, en las personas de algunos de sus más ilustres representantes, por su filantropía, y por un inusitado interés por los avances sociales e intelectuales.
El título en la actualidad corresponde a Carlos Fitz-James Stuart y Martínez de Irujo aunque una rama de los de Castro reclama desde hace años la titularidad de este título alegando motivos consanguíneos.